# Costa Pacifica
Pour les articles homonymes, voir Pacifica.

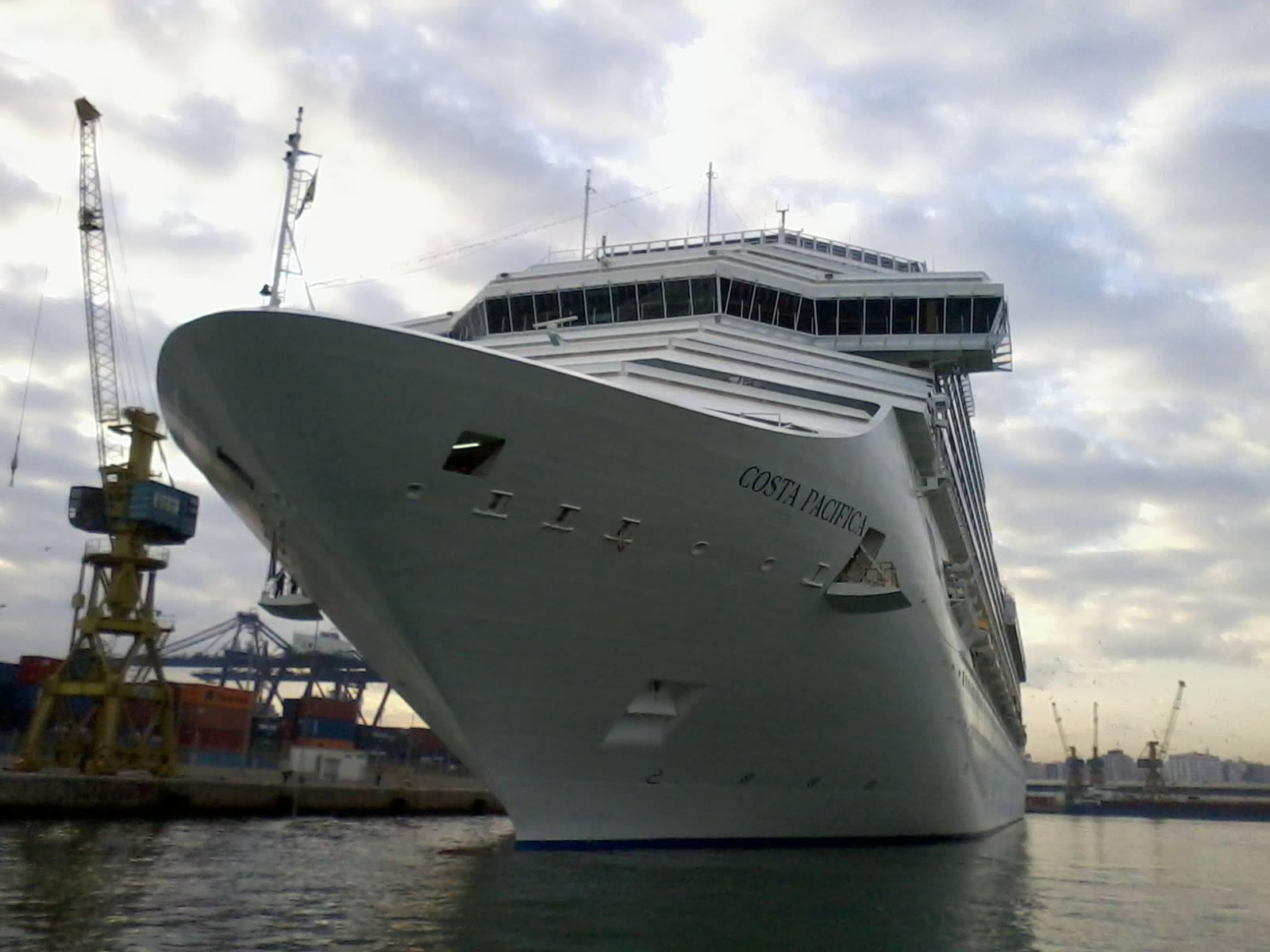
L'énorme proue du navire à quai

Le Costa Pacifica est un navire de croisière appartenant à la société Costa Croisières une des principales compagnies européennes spécialistes des voyages en mer, qui fait partie de la Carnival corporation & PLC.

## Histoire
Construit aux Chantiers italiens Fincantieri de Sestri Ponente, près de Gênes, c'est le troisième navire de la classe Concordia, il est entré en service juste après le Costa Serena. Il s'agit du navire avec le plus fort tonnage dans cette classe qui comprend également les Costa Favolosa et Costa Fascinosa.
La musique est le thème principal de la décoration du navire.

### Baptême
Il a été baptisé à Gênes le 5 juin 2009 en même temps que le Costa Luminosa. La cérémonie a d'ailleurs fait l'objet d'un record enregistré au Livre Guinness des records pour le baptême simultané des 2 paquebots.

## Caractéristiques techniques du navire
- Sa longueur (290,2m) correspond à 13 fois celle des caravelles de Christophe Colomb (la Nina et la Pinta, par exemple, faisaient 23 m de long) - Sa hauteur totale (70 m) est celle d'une tour de 23 étages - Son volume total (plus de 350 000 m3) équivaut à celui de 3 900 autobus et son poids (de l'ordre de 120 000) à celui de 300 Boeing 747 (poids maximal moyen — selon les modèles — au décollage : 400 t) - La quantité d'acier utilisé pour sa construction équivaut à trois à quatre fois celle utilisée pour bâtir la tour Eiffel (laquelle équivaut à environ 8 000 t de structures métalliques).
- Mise en service : 2009
- Longueur : 290,2 m
- Largeur : 35.5 m (flottaison) ; 44 m (pont)
- Tirant d’eau : 8,30 m
- Tirant d'air : 70 m
- Tonnage du bateau : 114 500 tonneaux de jauge brute
- Vitesse : 23,5 nœuds1
- Puissance : 75 600 kW soit 102 000 ch
- 6 propulseurs d'étraves de 1950kw (2700cv chacun)
- 2 hélices de 22 tonnes
- Nombre de ponts : 17
- Capacité d’accueil : 3 780 passagers
- Membres d’équipage : 1 110
- Contre l'effet du roulis, le navire est équipé de stabilisateurs (7,2m de long pour 3m de large et 220 tonnes) sur chaque côté du navire. Il se comporte comme une aile d'avion et atténue fortement l'effet de roulis.
- Classé post-panamax, le navire est trop imposant pour emprunter le canal de Panama.

## Aménagements intérieurs et divertissements
Le Costa Pacifica dispose de 5 restaurants dont un self service, 13 bars dont un bar à chocolat, 1 spa (6 000 m2),1 gymnase et des terrains de sport polyvalents, 4 piscines (parc aquatique pour jeunes), un théâtre sur 3 étages situé à l'avant du navire, un casino, plusieurs simulateurs (de golf, de voiture…), 1 bibliothèque, 1 discothèque. Au pont 3 se situe l'atrium, il s'étend sur toute la hauteur du navire et 4 ascenseurs en verres (panoramiques) permettent d'atteindre, avec une magnifique vue, les 13 ponts du navire très rapidement. 6.400 œuvres d’art, pièces originales et reproductions, sont exposées sur le navire.
C'est le seul et unique navire au monde à disposer d'un studio d'enregistrement, le Music Studio.

## Installations destinées aux passagers
L'ensemble des installations destinées aux passagers est composé de :

### Cabines
- 1 504 cabines au total dont :
  - 91 cabines Samsara,
  - 524 cabines avec balcon privé
  - 58 suites avec balcons privés
  - 12 suites Samsara

### Restaurants
- 5 restaurants
  - Le My Way (du nom de la chanson de Paul Anka) (752 couverts)
  - Le New York New York (du nom de la chanson de Paul Anka) (1 036 couverts)
  - Club Le Blue Moon (118 couverts)
  - Le Restaurant Samsara (84 couverts)
  - Buffet La Paloma (1 298 couverts)

### Bars
- 13 bars et salons dont le Cigar Lounge et le Coffee & Chocolate Bar.

### Piscines

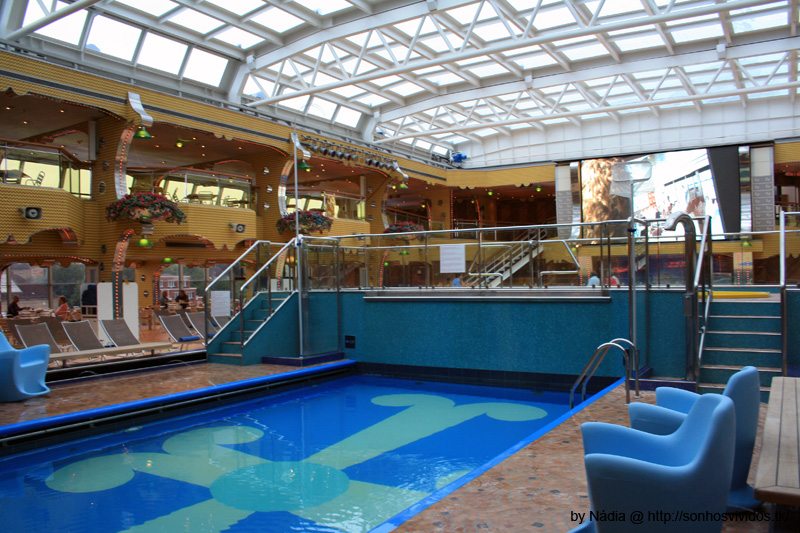
La Lido Calypso

- La Lido CalypsoLe Costa Pacifica possède 4 piscines :
  - Lido Calypso avec verrière amovible et un écran géant
  - Lido Ipanema avec verrière amovible
  - Lido Squok
  - Lido Belvedere avec toboggan aquatique.

### Spa
- Spa Costa: 6 000 m² aménagés sur deux étages avec :
  - espace thermal
  - saunas
  - hammams
  - piscine de balnéothérapie
  - salle de soins
  - venus beauty
  - espace relax
  - solarium UVA

### Installations sportives
- Terrain de sport polyvalent
- Parcours de footing en plein air
- Salle de sport / Gymnase

### Autres installations

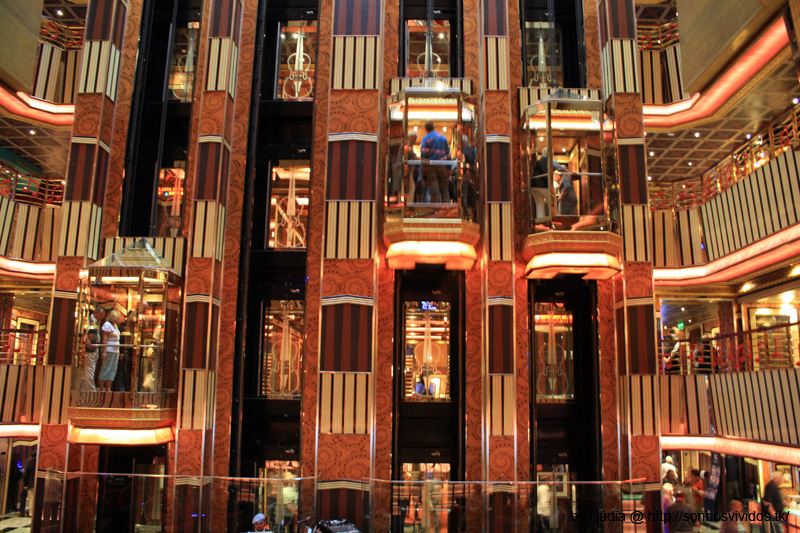
L'atrium du navire

- L'atrium du navireLe Stardust Theater, théâtre sur 3 étages de style baroque.
- Discothèque
- Boutiques
- Bibliothèque
- Simulateur de Formule 1
- Studio d'enregistrement de musique, le seul au monde sur un navire de croisière
- Un casino et une salle de jeux de jeux vidéo.
- Diverses activités pour enfants et ado.
- 308 œuvres originales et 5 929 reproductions sont exposées, sélectionnées sur les conseils artistiques de Nicola Salvatore et du cabinet Studio Cervi & Rossi.

## Consommation
Sont consommés chaque semaine 8 300 kg de viande - 7 900 kg de poisson - 1 400 kg de pâtes - 9 600 kg de farine - 16 500 œufs frais - 5 000 bouteilles de vin et Spumante - 6 800 litres de bière pression - 17 500 yaourts - 1 600 kg de sucre, etc. - 
1 800  petits pains sont cuits toutes les 25 min - 5 000 croissants sont cuits chaque nuit - le Costa Pacifica dispose de 9 900 m3 de stockage pour produits frais et surgelés, avec quatre zones réfrigérées différentes (une pour la viande, une pour les poissons, une pour les légumes et une pour les produits laitiers), chacune à une température spécifique.

## Ponts
Le Costa Pacifica possède 17 ponts dont 13 ouverts au passagers. Les ponts inférieurs étant destinés à l'équipage et utilisés pour le débarquement des passagers durant les escales.
Pont 1 : Notturno
Pont 2 : Adagio
Pont 3 : Mood
Pont 4 : Groove
Pont 5 : Swing
Pont 6 : Boheme
Pont 7 : Alhambra
Pont 8 : Ludwig
Pont 9 : Azzurro
Pont 10 : Satie
Pont 11 : Feel Good
Pont 12 : Summertime
Pont 14 : Volare

## Galerie

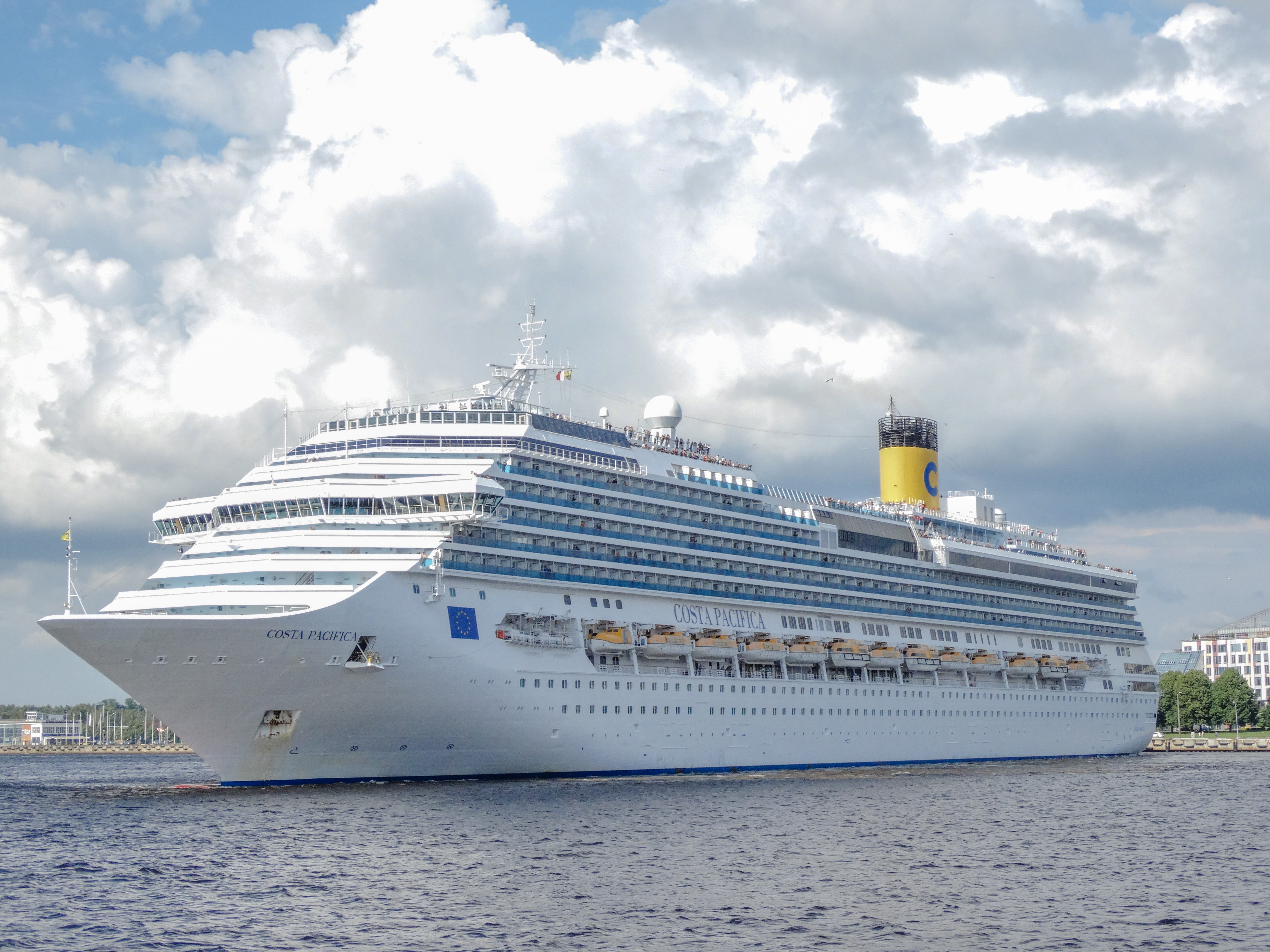
Le navire à Riga
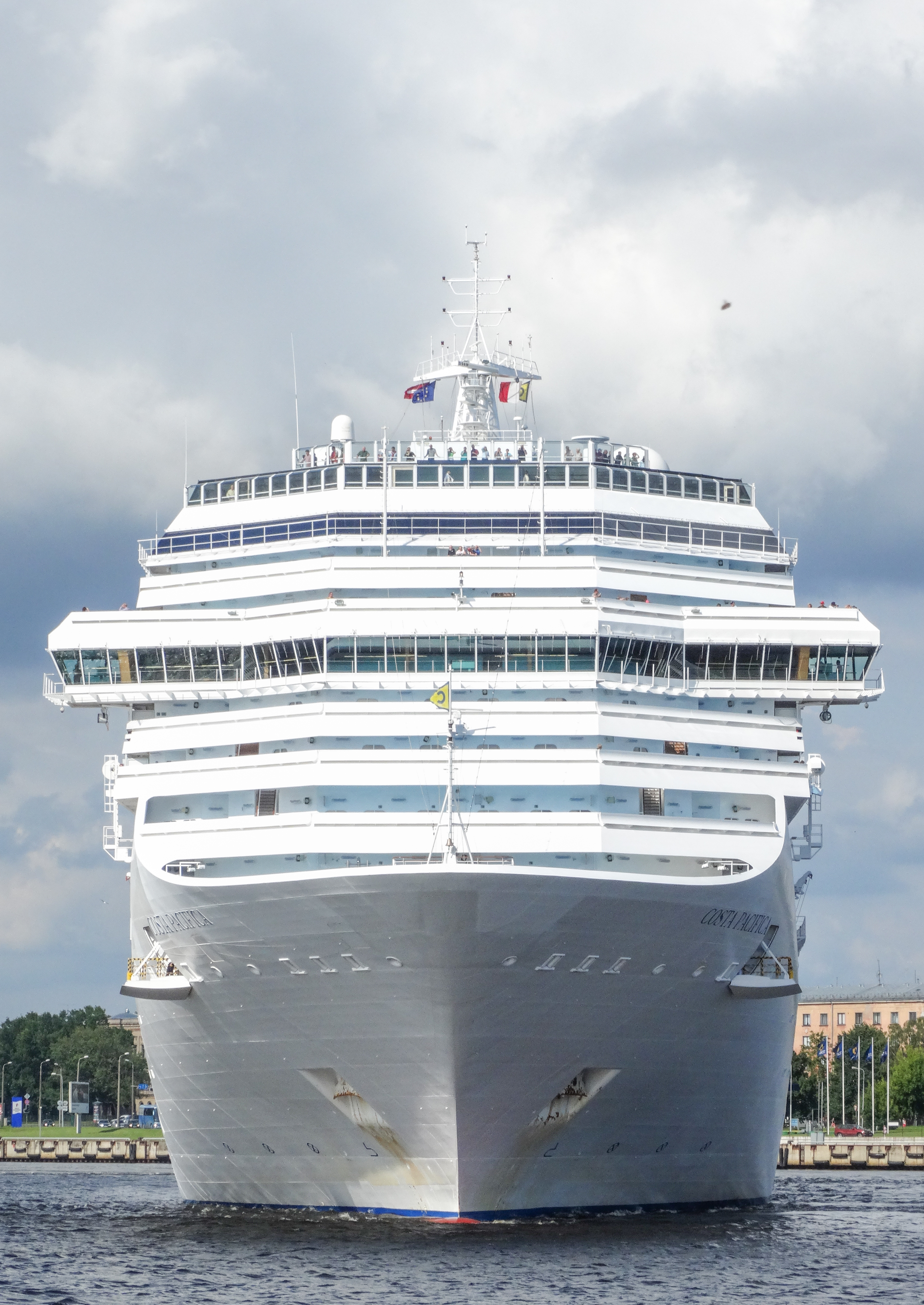
Le navire en manœuvre
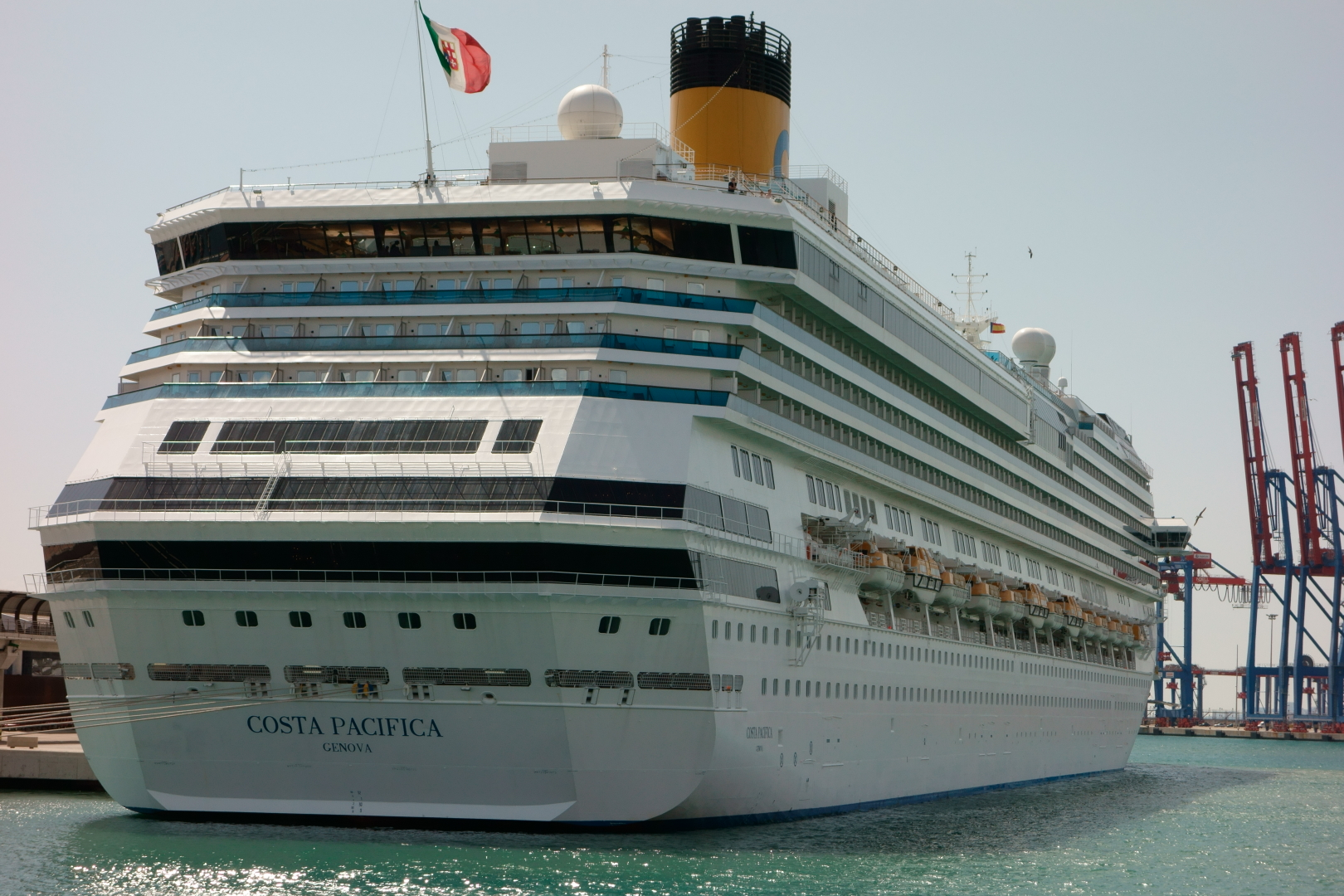
Le navire à quai à Malaga
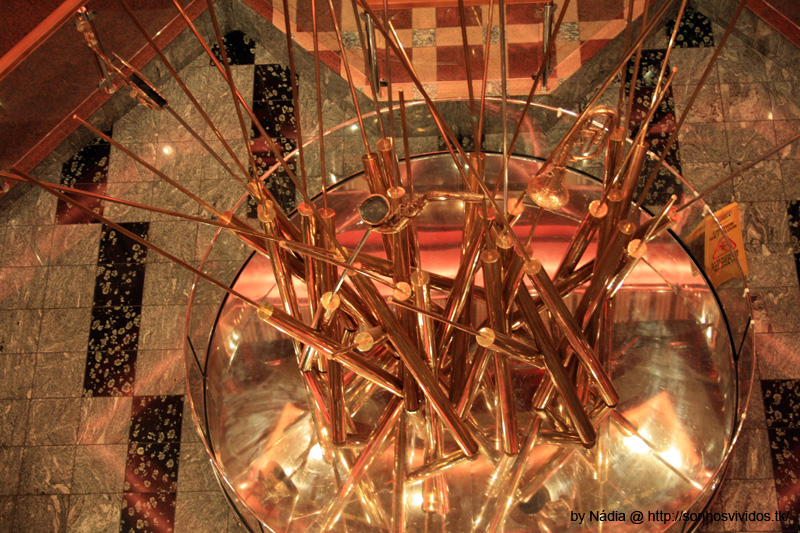
Une des nombreuses sculptures présentes à bord
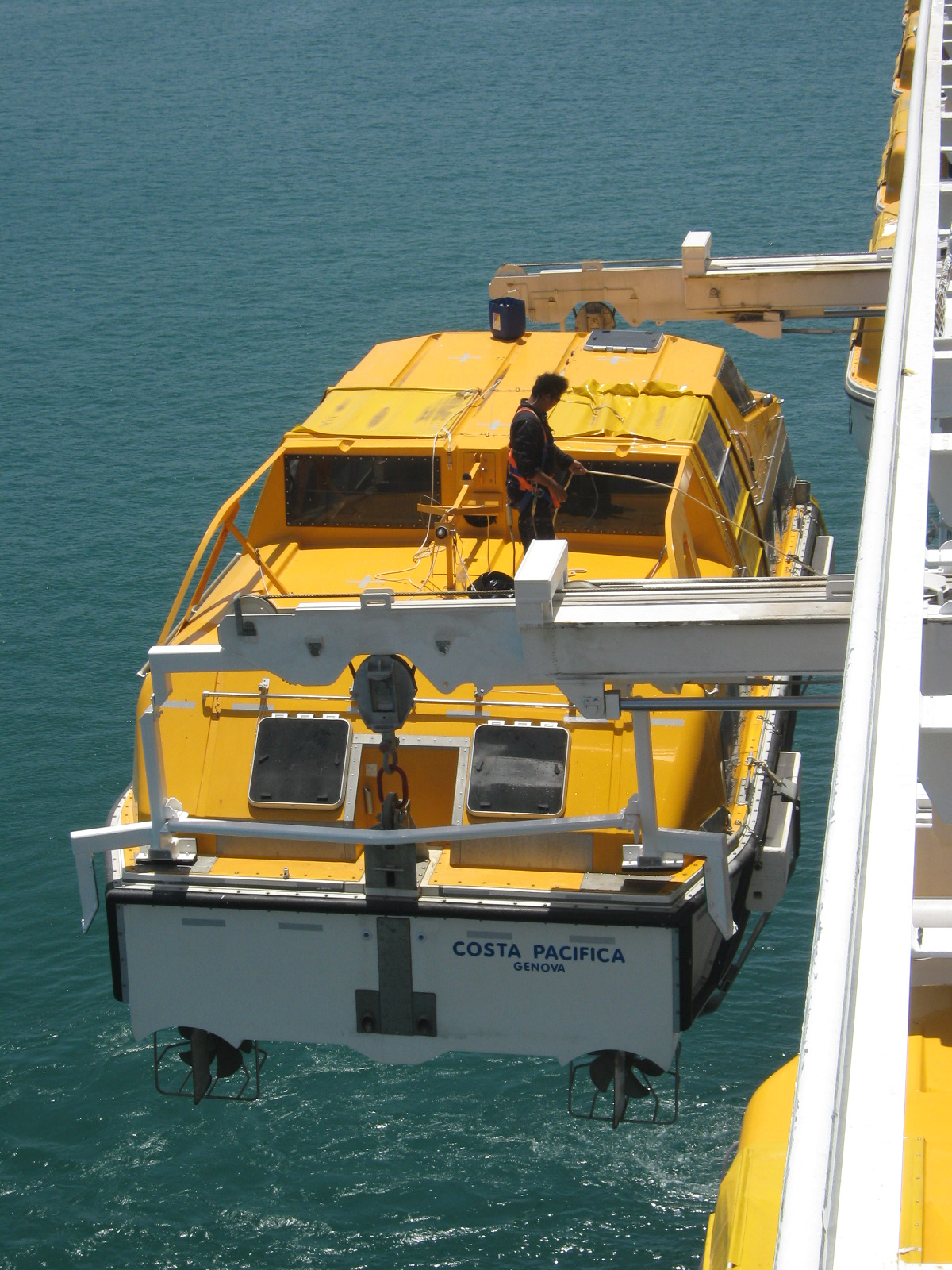
Un des tenderboats du navire (embarcation de sauvetage)
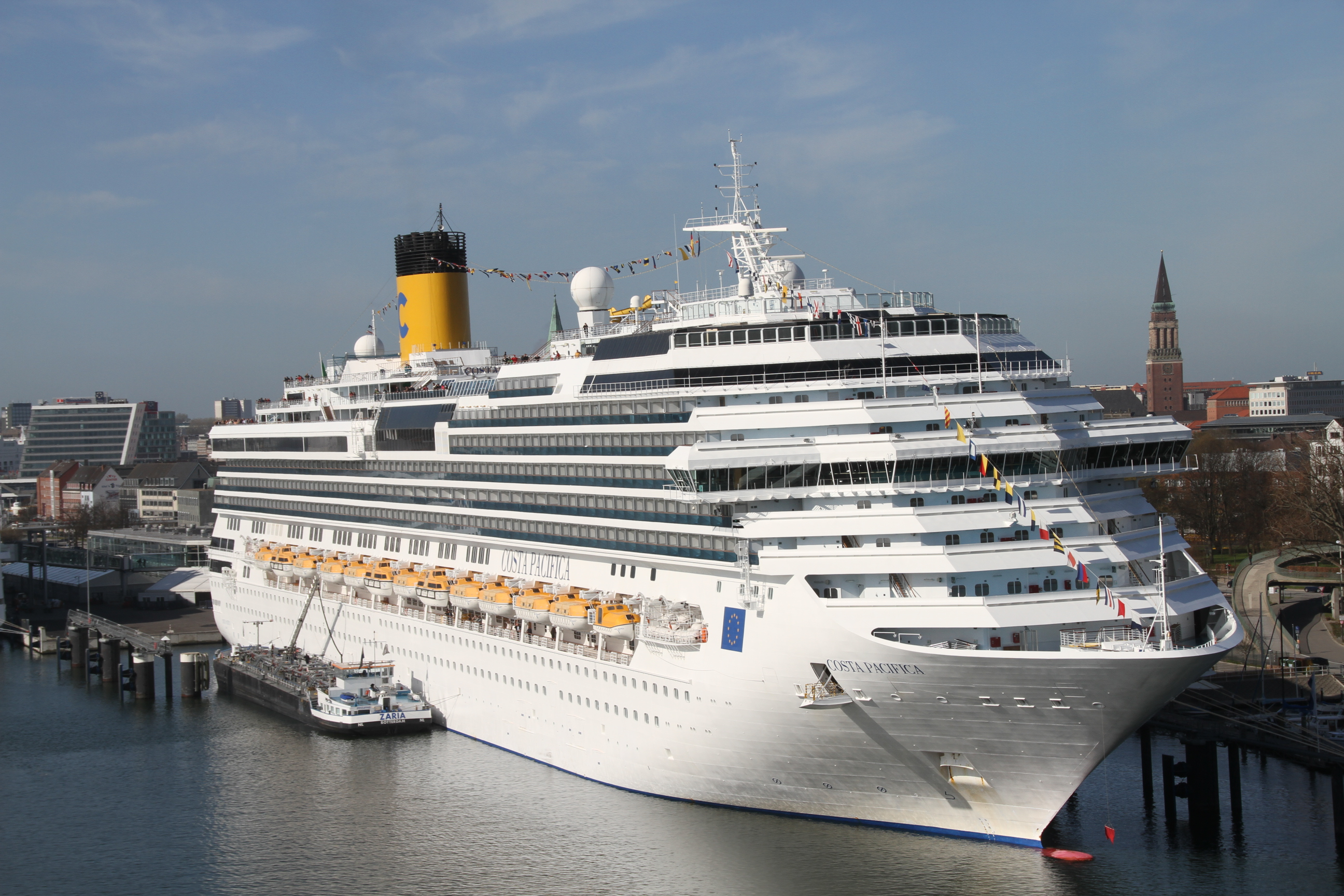
Le navire amarré à Kiel

## Navires jumeaux
- Costa Concordia
- Costa Serena
- Costa Favolosa
- Costa Fascinosa